# Ḳ
Ḳ (minuskule ḳ) je speciální znak latinky. Nazývá se K s tečkou dole. Nachází se pouze v jazyce buang mapos, který používá asi 10 000 lidí v Papui Nové Guineji. Zřídka se též používá v ALA-LC transkripci hebrejštiny a jazyka jidiš, kde je za něj přepisováno písmeno kuf (ק). Čte se jako faryngalizovaná neznělá velární ploziva (kˁ). V Unicode má majuskulní tvar kód U+1E32 a minuskulní U+1E33.